# Weber Shandwick
Weber Shandwick ist eines der größten Public-Relations-Netzwerke der Welt mit Hauptsitz in New York City. Weber Shandwick ist Teil der US-amerikanischen Interpublic Group of Companies.

## Geschichte
Weber Shandwick ging 2000 aus dem Zusammenschluss von Shandwick International und der Weber Group hervor. Shandwick International wurde 1974 gegründet und entwickelte sich bis 2001 zur größten PR-Agentur Großbritanniens. Die Weber Group gründete sich 1987 in Cambridge, Massachusetts (USA). Nachdem die beiden Agenturen sich international Ende 2000 zusammenschlossen, folgte die Fusion in Deutschland im Januar 2001. Kurz darauf kaufte Weber Shandwick in Deutschland die Agentur PR Bonn, deren alleiniger Gesellschafter damals McCann Erickson war. Im September des gleichen Jahres wurde das Netzwerk durch die Akquisition von BSMG Worldwide (vorher Bozell & Jacobs, 1921 gegründet) nochmals deutlich vergrößert.
Gemeinsam mit seinen Affiliates unterhält Weber Shandwick weltweit 123 Büros in 81 Ländern. In Deutschland ist die Agentur in Berlin, Frankfurt, Köln und München vertreten, von dem letzteres den deutschen Hauptsitz darstellt. Weber Shandwick bietet Full-Service-Beratung in allen Bereichen der Kommunikation und ist Mitglied der Gesellschaft Public Relations Agenturen (GPRA).
Die Liste der Kunden der Agentur umfasst viele weltweit agierende Unternehmen und Organisationen.

## Kritik
In einem Artikel der ZEIT Online wurde Weber Shandwick 2010 vorgeworfen, im Rahmen der Initiative „Meine Wahl“ als Bürgerinitiative getarnte Lobbyarbeit für Hersteller medizinischer Hilfsmittel zu betreiben. Die Agentur organisierte im Auftrag des Bundesverband Medizintechnologie diese Initiative. Der Verein Deutsche Rat für Public Relations (DRPR) prüfte die Vorwürfe und sprach Weber Shandwick im Ratsspruch vom 1. Oktober 2010 öffentlich vom Vorwurf der Absenderverschleierung frei.

## Geschäftsführung
Weber Shandwick International:
- Gail Heimann (CEO)
- Susan Howe (President)

Weber Shandwick Deutschland:
- Ilan Schäfer (CEO)
- Patricia Zimmermann (CFO)

## Auszeichnungen
- 2022 SABRE Awards EMEA
- 2022 IN2 SABRE Awards
- 2020 Ad Age Agency A-List
- 2020 PRovoke Global Agency of the Decade
- 2019 Internationaler Deutscher PR Preis
- 2014, 2015, 2017, 2019 The Holmes Report Global Agency of the Year
- 2018 HR Excellence Awards
- 2015, 2016, 2017, 2018 PRWeek Global Agency of the Year
- 2017 The Holmes Report Pan-EMEA Consultancy of the Year
- 2016 German Stevie Awards – PR-Agentur des Jahres[6]

Darüber hinaus wurde Weber Shandwick 2019 von der Zeitschrift Advertising Age als „Best Place to Work“ prämiert. Gemeinsam mit der Kreativ-Unit Prime gewann die Agentur 2019 insgesamt 25 Cannes Lions. 2015 bis 2018 wurde Weber Shandwick zudem von der PRWeek zur Global Agency of the Year  ausgezeichnet.